# Rhinobatos rhinobatos
Rhinobatos rhinobatos е вид акула от семейство Rhinobatidae. Видът е застрашен от изчезване.

## Разпространение и местообитание
Разпространен е в Албания, Алжир, Ангола, Бенин, Босна и Херцеговина, България, Великобритания, Габон, Гана, Гвинея, Гвинея-Бисау, Германия, Гърция, Дания, Египет, Екваториална Гвинея, Западна Сахара, Израел, Ирландия, Исландия, Испания, Кабо Верде, Камерун, Кипър, Република Конго, Кот д'Ивоар, Либерия, Либия, Ливан, Мавритания, Мароко, Монако, Намибия, Нигерия, Норвегия, Португалия (Азорски острови и Мадейра), Сенегал, Сиера Леоне, Сирия, Словения, Того, Тунис, Франция, Хърватия, Черна гора и Южна Африка.
Обитава крайбрежията и пясъчните дъна на полусолени водоеми, морета и заливи. Среща се на дълбочина от 7 до 100 m, при температура на водата от 19,2 до 23,9 °C и соленост 35,3 – 35,9 ‰.

## Описание
На дължина достигат до 1,5 m.
Популацията на вида е намаляваща.